# Charles Philippe Robin
Pour les articles homonymes, voir Charles Robin et Robin.
Charles Philippe Robin, né le 4 juin 1821 à Jasseron où il est mort le 6 octobre 1885, est un médecin, botaniste, physiologiste et homme politique français.
Charles Robin s'est illustré par ses travaux en biologie et en histologie. Auteur prolifique avec plus de 300 articles publiés, il fut le premier à décrire Odium albicans (Candida albicans) et contribua à l'avancée des connaissances en histologie, normale et pathologique, en introduisant notamment l'usage du microscope. Il était considéré comme un « savant micrographe, le père et le propagateur de l'histologie en France ».

## Biographie
De famille bourgeoise, Charles Philippe Robin est grandement influencé par sa mère, Adélaïde Tardy, dont la famille compte de nombreux médecins : le grand-père d'Adélaïde Tardy est maître en chirurgie à Gex. Alors qu'il est encore enfant, il perd un œil en jouant avec ses camarades de classe, et doit porter une prothèse de verre tout au long de sa vie. Sa vision monoculaire a probablement joué un rôle dans sa prédilection pour le travail au microscope.
En 1838, il entre à la faculté de médecine de Paris, où il est plus attiré par l'anatomie et la recherche biomédicale que par la médecine clinique. Durant ses études médicales, il se liera d'amitié avec Charles-Édouard Brown-Séquard, alors externe comme Robin.
« C'est dans le service de Trousseau que Robin connut Brow-Séquard [sic], externe comme lui. Comme ils étaient voisins dans les ruelles aux alentours de l'École de Médecine, ils se rencontraient le matin en route pour l'hôpital. Ils avaient la même ardeur et furent bientôt de grands amis. Il fut convenu que chacun, tour à tour, devait faire à l'autre, en marchant, la conférence préparée la veille. Robin travaillait davantage, c'est Brow-Séquard [sic] qui le dit. »
— Victor Genty, Un grand biologiste : Charles Robin
Il obtient son doctorat en médecine le 31 août 1846 avec une thèse sur l'anatomie de la région de l'aine (Anatomie chirurgicale de la région de l'aine). En 1847, il est reçu à l'agrégation en histoire naturelle avec sa thèse intitulée Les Fermentations. La même année, il devient docteur ès sciences naturelles. 
Il est cofondateur en 1848 de la Société de Biologie dont il est vice-président (Rayer est président, Claude Bernard également vice-président, Brown-Sequard et Second secrétaires). Il rédige le premier règlement de la Société dont l’article premier : « La Société de Biologie est instituée pour l’étude de la science des êtres organisés, à l’état normal et à l’état pathologique ». Il y lit le 7 juin 1848 un mémoire dans lequel, au sujet de la constitution d’une étude des milieux, il invente le terme de mésologie.
Robin est, avec Émile Littré, l’auteur d’un Dictionnaire de Médecine.
Il est nommé membre de l'Académie impériale de médecine en 1858, puis professeur d'histologie en 1862. Une chaire d'histologie avait été créée pour lui à la Faculté de médecine de Paris en 1862. Le 13 mai 1865, il préside la thèse de médecine De la génération des éléments anatomiques soutenue par Georges Clemenceau. Soutenu par Louis Pasteur, il est élu membre de l'Académie des sciences (section d'anatomie et zoologie) le 15 janvier 1866.
Pendant la guerre de 1870-1871, il dirige en province les services médicaux de l'armée et fonde avec Émile Littré la Société de sociologie en 1871. En 1873, il fut nommé directeur du laboratoire de zoologie marine de Concarneau en Bretagne. Après sa mort, il est remplacé comme professeur d'histologie à la faculté de médecine par l'anatomiste Mathias-Marie Duval. Il a été le médecin de nombreux écrivains, parmi lesquels Flaubert, Mérimée, Michelet et les frères Goncourt.
De 1876 à 1885, il est sénateur de l'Ain, siégeant à gauche et votant constamment avec les républicains. Il ne se maria jamais, menant une vie basée sur le travail.

## Galerie

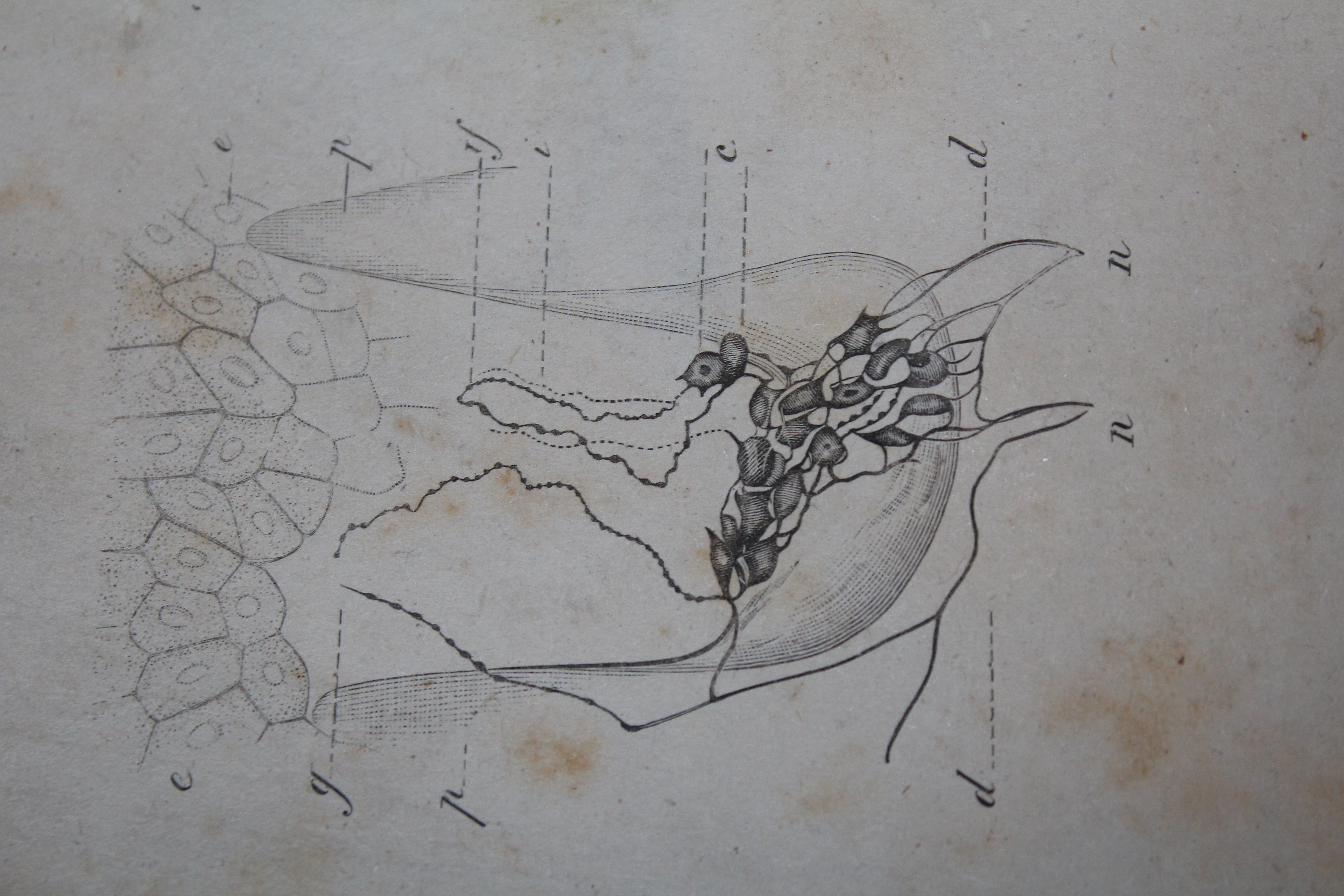
Croquis original de Charles Robin.
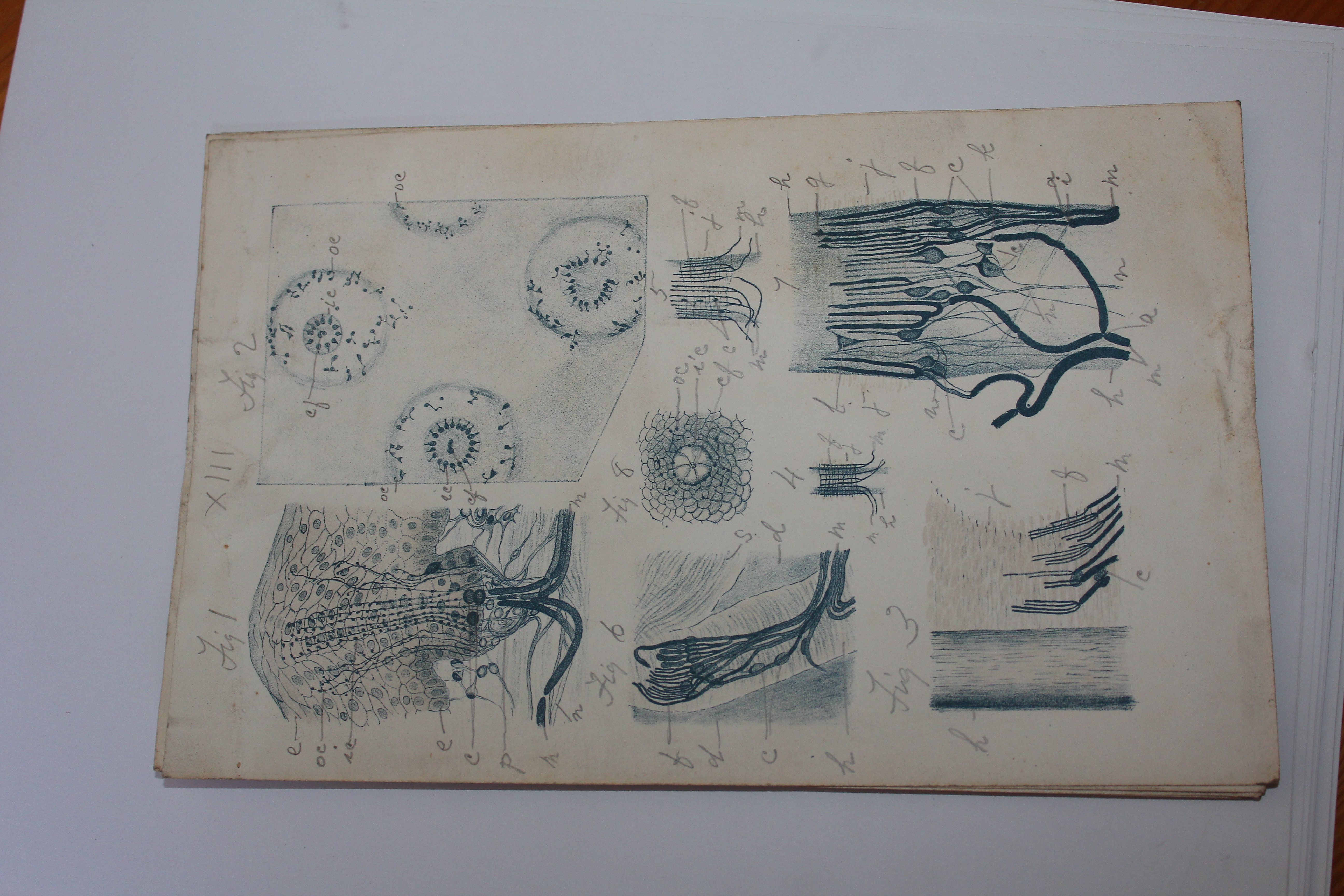
Croquis original de Charles Robin.
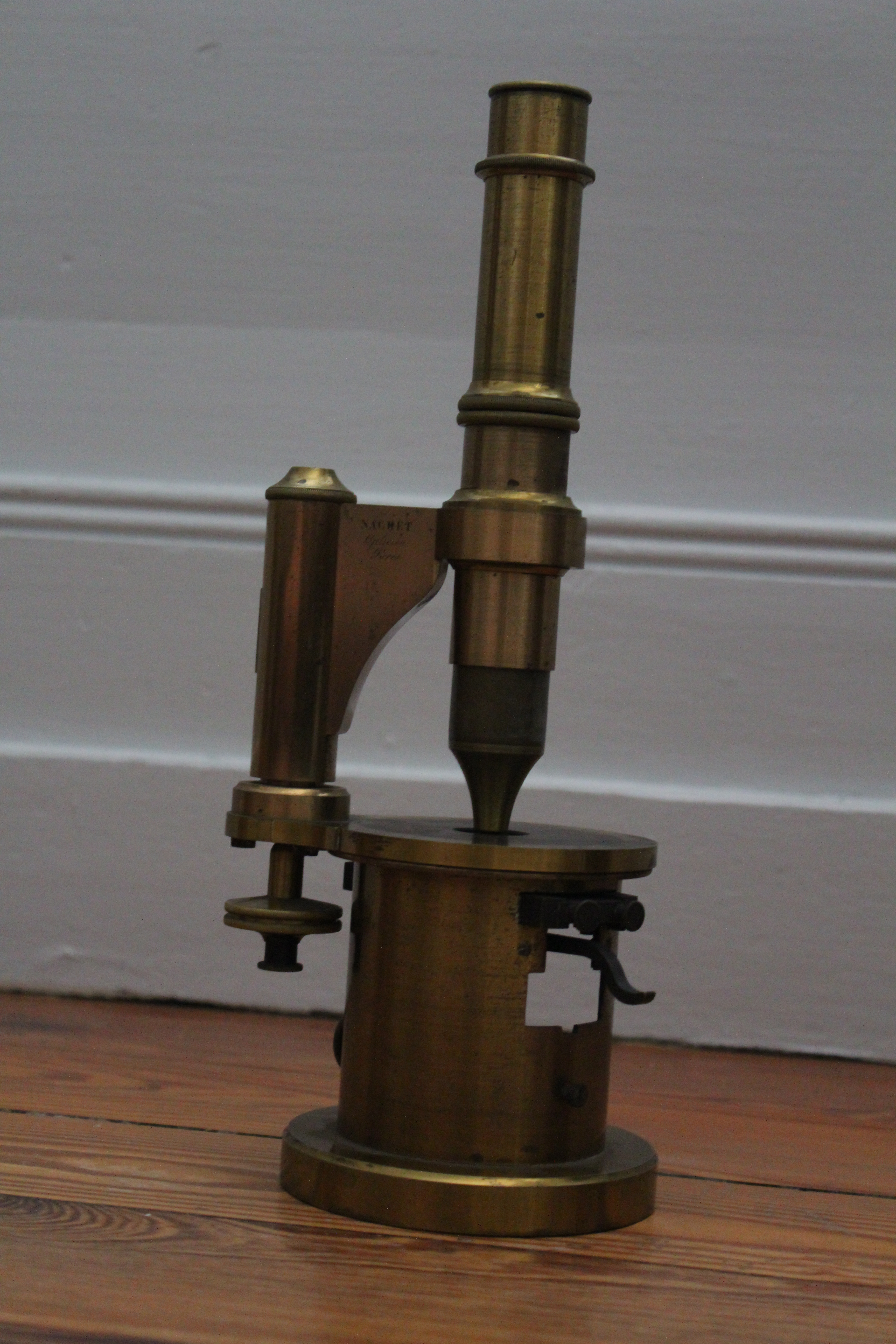
Microscope de Charles Robin.

## Publications
- Des fermentations, thèse pour l'agrégation, 1847.
- Recherches sur un appareil qui se trouve sur les poissons du genre des Raies, 1847 (lire en ligne).
- Mémoire sur l'existence d'un œuf ou ovule, chez les mâles comme chez les femelles des végétaux et des animaux, produisant, l'un les spermatozoïdes ou les grains de pollen, l'autre les cellules primitives de l'embryon, 1848.
- Mémoire sur l’existence de deux espèces nouvelles d’éléments anatomiques dans le canal médullaire des os, 1849.
- Du microscope et des injections dans leur application à l'anatomie et à la pathologie suivi d'une Classification des sciences fondamentales, de celle de la biologie et de l'anatomie en particulier, 1849.
- Observations sur le développement de la substance et du tissu des os, 1850.
- Mémoire sur l’anatomie des tumeurs érectiles, 1850.
- Tableaux d'anatomie comprenant l'exposé de toutes les parties à étudier dans l'organisme de l'homme et dans celui des animaux, 1851.
- Mémoire sur la distinction à l’aide du microscope, de la matière cérébrale, de l’albumine, du fromage et du jaune d'œuf, 1851.
- Traité de chimie anatomique et physiologique, normale et pathologique ou des Principes immédiats normaux, et morbides qui constituent le corps de l'homme et des mammifères, en collaboration avec François Verdeil, 3 vol., 1852-1853.
- Histoire naturelle des végétaux parasites qui croissent sur l’homme et sur les animaux vivants, 1853.
- Mémoire sur le tissu hétéroadénique, 1855.
- Mémoire sur les objets qui peuvent être conservés en préparations microscopiques, classées d'après les divisions naturelles des trois règnes de la nature, 1856.
- Mémoire contenant la description anatomo-pathologique des diverses espèces de cataractes capsulaires et lenticulaires, 1859.
- Mémoire sur la rétraction, la cicatrisation et l’inflammation des vaisseaux ombilicaux, et sur le système ligamenteux qui leur succède, 1860.
- Mémoire sur les modifications de la muqueuse utérine avant et après la grossesse, 1861.
- Programme du cours d'histologie, professé à la Faculté de médecine de Paris pendant les années 1862-63 et 1863-64, 1864.
- Leçons sur les substances amorphes et les blastèmes, 1866.
- Leçons sur les substances organisées et leurs altérations, 1866.
- Leçons sur les humeurs, 1867.
- Leçons sur les vaisseaux capillaires et l'inflammation, 1867.
- Anatomie microscopique des éléments anatomiques, des épithélimus (anatomie et physiologie comparées), 1868.
- Traité du microscope, son mode d'emploi, ses applications à l'étude des injections, à l'anatomie humaine et comparée, à la pathologie médico-chirurgicale, à l'histoire naturelle animale et végétale, et à l'économie agricole, 1871.
- Anatomie et physiologie cellulaires, ou des cellules animales et végétales, du protoplasma et des éléments normaux et pathologiques qui en dérivent, 1873.Son ouvrage le plus important.
- Dictionnaire de médecine, de chirurgie, de pharmacie, des sciences accessoires et de l'art vétérinaire, d'après le plan suivi par Nysten, en collaboration avec Émile Littré, 1855.
- Nouveau Dictionnaire abrégé de médecine, 1886.